# Frenštát pod Radhoštěm
Frenštát pod Radhoštěm là một thị trấn thuộc huyện Nový Jičín, vùng Moravskoslezský, Cộng hòa Séc.